# Filip Mladenović
Filip Mladenović (en serbio: Филип Младеновић; Čačak, 15 de agosto de 1991) es un futbolista serbio que juega de defensa en el Panathinaikos F. C. de la Superliga de Grecia.

## Trayectoria
Debutó como futbolista en 2010 con el FK Borac Čačak, haciendo un total de 18 apariciones en liga. Jugó en el club hasta la mitad de la siguiente temporada, ya que acabó fichando por el Estrella Roja de Belgrado el 17 de diciembre de 2011. Ganó la Copa de Serbia en 2012 tras ganar en la final a su antiguo equipo, FK Borac Čačak, por 2-0. En 2014 fichó por el FC BATE Borisov, con el que ganó la Supercopa de Bielorrusia en su temporada debut con el club.

## Selección nacional
Jugó su primer partido con la selección de fútbol de Serbia frente a Francia, en un partido amistoso celebrado el 31 de mayo de 2012, encuentro que finalizó con un resultado de 2-0 a favor del conjunto francés.

### Participaciones en Copas del Mundo
| Mundial                        | Sede  | Resultados   | Partidos | Goles |
| ------------------------------ | ----- | ------------ | -------- | ----- |
| Copa Mundial de Fútbol de 2022 | Catar | Primera fase | 1        | 0     |

### Participaciones en Eurocopas
| Copa          | Sede     | Resultado    | Partidos | Goles |
| ------------- | -------- | ------------ | -------- | ----- |
| Eurocopa 2024 | Alemania | Primera fase | 3        | 0     |

### Goles internacionales
| #  | Fecha                   | Estadio                               | Oponente | Gol | Resultado | Competición                         |
| -- | ----------------------- | ------------------------------------- | -------- | --- | --------- | ----------------------------------- |
| 1. | 18 de noviembre de 2020 | Estadio Rajko Mitić, Belgrado, Serbia | Rusia    | 5–0 | 5–0       | Liga de Naciones de la UEFA 2020-21 |

## Clubes
| Club                      | País        | Año       | Partidos | Goles |
| ------------------------- | ----------- | --------- | -------- | ----- |
| Borac Čačak               | Serbia      | 2010-2011 | 33       | 0     |
| Estrella Roja de Belgrado | Serbia      | 2011-2014 | 60       | 3     |
| BATE Borisov              | Bielorrusia | 2014-2016 | 78       | 7     |
| 1. F. C. Colonia          | Alemania    | 2016      | 16       | 0     |
| Standard de Lieja         | Bélgica     | 2017      | 5        | 0     |
| Lechia Gdańsk             | Polonia     | 2018-2020 | 86       | 3     |
| Legia de Varsovia         | Polonia     | 2020-2023 | 102      | 15    |
| Panathinaikos F. C.       | Grecia      | 2023-     | 92       | 4     |

## Palmarés

### Campeonatos nacionales
| Título                      | Club                      | País        | Año  |
| --------------------------- | ------------------------- | ----------- | ---- |
| Copa de Serbia              | Estrella Roja de Belgrado | Serbia      | 2012 |
| Supercopa de Bielorrusia    | FC BATE Borisov           | Bielorrusia | 2014 |
| Liga Premier de Bielorrusia | FC BATE Borisov           | Bielorrusia | 2014 |
| Supercopa de Bielorrusia    | FC BATE Borisov           | Bielorrusia | 2015 |
| Copa de Bielorrusia         | FC BATE Borisov           | Bielorrusia | 2015 |
| Liga Premier de Bielorrusia | FC BATE Borisov           | Bielorrusia | 2015 |
| Copa de Polonia             | Lechia Gdańsk             | Polonia     | 2019 |
| Supercopa de Polonia        | Lechia Gdańsk             | Polonia     | 2019 |
| Ekstraklasa                 | Legia de Varsovia         | Polonia     | 2021 |
| Copa de Polonia             | Legia de Varsovia         | Polonia     | 2023 |
| Copa de Grecia              | Panathinaikos F. C.       | Grecia      | 2024 |